# Zorea (Pervozvanivka), Kirovohrad
Zorea (în ucraineană Зоря) este un sat în comuna Pervozvanivka din raionul Kirovohrad, regiunea Kirovohrad, Ucraina.

## Demografie
Componența lingvistică a localității Zorea
     Ucraineană (65,24%)
     Rusă (34,76%)
Conform recensământului din 2001, majoritatea populației localității Zorea era vorbitoare de ucraineană (65,24%), existând în minoritate și vorbitori de rusă (34,76%).